# Hornischegg
Hornischegg (italsky Monte Arnese) je hora o nadmořské výšce 2550 m ležící na hlavním hřebeni Karnských Alp na hranici Rakouska a Itálie. Přes vrchol prochází dálková turistická trasa Karnische Höhenweg. Z vrcholu vzdáleného asi 30 min cesty od chaty Sillianer Hütte je nádherný výhled na Sextenské Dolomity a panorama Karnských Alp, Gailtalských Alp a pohoří Villgraten na severu. Severní a jižní stěna vrcholu jsou strmé, západní hřeben je skalnatý (tvořený velkými balvany) a pouze východní hřeben umožňuje snadný přístup.
Během první světové války probíhaly na hlavním hřebeni Karnských Alp těžké boje, po kterých se dochovaly pozůstatky zákopů a jiných vojenských postavení. 
Dříve sporná hraniční hora je dnes známá jako nejvyšší bod na území rakouské obce Sillian a oblíbené vyhlídkové místo pro pěší turisty. Díky sedačkové lanovce vedoucí z Obervierschachu a gondolové lanovce z městečka Sexten a horské silnici vedoucí ze Sillianu na parkoviště u Leckfeldalm je oblast mimořádně oblíbená a za pěkného letního dne může být i přeplněná turisty. V roce 2014 byl na Hornischeggu vztyčen a slavnostně otevřen vrcholový kříž, který na jedné straně zobrazuje Kristovo tělo a na druhé dvě ruce natahující se k pozdravu míru. 